# Кардаші (Ніжинський район)
Кардаші́ —  село в Україні, у Вертіївській сільській громаді Ніжинського району Чернігівської області. Населення станом на 2019 рік відсутнє.

## Історія
У 1924 році - Карташів хутір (12 хат, 79 жителів). Станом на 1941 рік - х.Кардашови на 15 господарств.
12 червня 2020 року, відповідно до розпорядження Кабінету Міністрів України № 730-р «Про визначення адміністративних центрів та затвердження територій територіальних громад Чернігівської області», увійшло до складу Вертіївської сільської громади.
19 липня 2020 року, в результаті адміністративно-територіальної реформи, увійшло до складу новоутвореного Ніжинського району.